# أحدوبة الفك العلوي
أحدوبة الفك العلوي أو حدبة الفك العلوي أو الحدبة الفكية العلوية (بالإنجليزية: Maxillary tuberosity)‏ هو ناتئ مستدير في الجزء السفلي من السطح تحت الصدغي لعظم الفك العلوي. ويتبارز بعد ظهور ضرس العقل. يكون خشنًا على جانبه الوحشي لتمفصله مع الناتئ الهرمي للعظم الحنكي. يمثل منشأً لبعض ألياف العضلة الجناحية الإنسية.

## روابط خارجية
- صور تشريحية:22:os-0704 في مركز داونستيت الطبي التابع لجامعة نيويورك - "Osteology of the Skull: Inferior Surface of Skull"
- صور تشريحية:34:os-0302 في مركز داونستيت الطبي التابع لجامعة نيويورك - "Oral Cavity: Maxilla"
- Image at unc.edu